# 川向こう
| ウィキペディアには「川向こう」という見出しの百科事典記事はありません（タイトルに「川向こう」を含むページの一覧/「川向こう」で始まるページの一覧）。 代わりにウィクショナリーのページ「川向こう」が役に立つかもしれません。 |